# Marcelo Trivisonno
Marcelo Trivisonno est un footballeur argentin né le 8 juin 1966 au Argentine.